# Paragabara cnecocrana
Paragabara cnecocrana är en fjärilsart som beskrevs av Turner. Paragabara cnecocrana ingår i släktet Paragabara och familjen nattflyn. Inga underarter finns listade i Catalogue of Life.